# Oecetis silvestris
Oecetis silvestris is een schietmot uit de familie Leptoceridae. De soort komt voor in het Afrotropisch gebied.